# Sagittaria rhombifolia
Sagittaria rhombifolia là một loài thực vật có hoa trong họ Alismataceae. Loài này được Cham. miêu tả khoa học đầu tiên năm 1836.